# Брда (област)
Брда (или Седморо брда) је назив за историјску и географску област у данашњој Црној Гори. Становници ове области се по завичајној припадности називају Брђани. Према традиционалној племенској подјели, област Брда обухвата седам српских племена, у које спадају: Бјелопавлићи, Братоножићи, Васојевићи, Кучи, Морачани, Пипери, и Ровчани. Регионална посебност Брда, у односу на сусједну Стару Црну Гору, огледала се у званичној употреби двојног државног назива, који је од краја 18. вијека па све до средине 19. вијека гласио: Црна Гора и Брда. Регионалне традиције и особености Брда очуване су до савременог доба.

## Брда, географија
Брда данас географски захватају цијели централноисточни, источни и сјевероисточни дио данашње државе Црне Горе, односно више од половине тзв. географског простора - Брда и површи, у високопланинској Црној Гори.

### Границе Брда
Прецизније ово пространство је ограничено на југу прибрежјима планинских обронака у самој сјеверном дијелу зетске равнице гдје лежи град Подгорица, преко бјелопавлићке равнице на југозападу и ка западу, коју скоро цијелу и захвата, до Острога на крајњем Западу, одатле иде источно од Никшићке Жупе, и Крнова и излази преко Лоле и Капе Морачке, под којом извире Морача, на Липово на сјеверозападу под Сињајевином чији источни дио и обухвата,
пресијеца долину Таре на сјеверу и преко Биоградске горе и Бјеласице пресјеца и ријеку Лим ка сјевероистоку и преко Хајле до извише саме Метохије на истоку, и једним дијелом прати границу са Србијом ка југу одакле се извише Плава савија ка југозападу и пресијеца смо Плавско језеро држећи се јужног подгорја Виситора излази на албанску границу одакле је прати ка југу гдје она пресијеца ријеку Цијевну па онда иде њом до Диноше опет ка југозападу заобилазећи Ћемовско поље до ријеке Рибнице гдје се у сјеверним предграђима затвара овај круг.

### Територијални обухват и површина Брда
Овим границама Брда је обухваћено око 5% никшићке , 20% мојковачке, трећина територије плавске општине, око 60% територије Главног града, преко 80% даниловградске општине и у потпуности сва беранска, колашинска и андријевичка општина.
У географском смислу ова област је просторно-површински скоро три пута већа од подручја Старе Црне Горе и захвата територију близу 3500 km².

### Насељеност Брда
По процјени на цјелокупном овом подручју данас живи нешто мање од 100.000 становника што чини да је оно насељено нешто испод црногорског просјека од 42 ст/km², а креће се такође по процјени, мало преко 30 ст/km². Такав резултат је захваљујући обухвату у великом опсегу високопланинских пасивних подручја. Просјек у овом случају ваде, са учешћем преко трећине, сјеверна приградска насеља Подгорице.

### Значајна насељена мјеста Брда
На територији Брда лежи сјеверни дио града Подгорице са насељима Маслине, Златица, Загорич и Рогами, Спуж као насеље градског типа, градови Даниловград, Колашин, Беране, Андријевица али и Биоче, Мурино и Матешево као значајна раскршће и мјесни центри.

## Брда, територијално-политички и историјски осврт

### Поријекло назива Брда
Назив „Брда“ је ушао у употребу од XVII вијека, а до тада су се употребљавала друга имена. У X - XI вијеку, југоисточни дио области Брда потпадао је под дио Горске жупе. Након пада области под Османску власт, простор Брда се (из центра управе у Скадру) најприје сматра дијелом области „Скендерија“. У неким изворима, крајем XVI вијека, простор Брда се назива „дукађинска земља“, а крајем XVII вијека (1692) у млетачким изворима: „Брда Доње Албаније“ или „Брда Албаније“ (итал. Monti de Albania). У имену „Брда“ Стојан Новаковић видио измијењено и заборављено име старе српске области са жупама, називане у Барском родослову Подгорјем.

### Појава и објашњење термина Брда у имену државе
Историјски Брда, тачније седам брдских племена, су од уједињења Пипера и Бјелопавлића, као јужних Брђана, са (старом) Црном Гором послије битки на Мартинићима и Крусима 1796. године дала и дио заједничког имена de facto независне државе Црне Горе и Брда. Овим уједињењем дошло је и до првог суштинског, на терену чињеничког, осамостаљења и стварања основа каквог-таквог одржања ове државе чију баштину ужива данашње Црна Гора. Овим осамостаљивањем од Османске царевине кренуо је први опипљиви процес историјског ослобођења Срба од њихове власти и то са југа њихове етничке територије, да би касније, на истом таласу, био настављен и са сјевера Карађорђевим устанком. Црна Гора и Брда се се убрзо и проширена племенским територијама 1820. г. Ровчана и Морачана 1820. г. такође Брђана али дубљих у планинској области ка сјеверу. Ово име држава, иако међународно непризната, носи све до краја Вељег рата и Берлинског конгреса 1878. г. када јој званичним међународним проглашењем остаје само његов први дио- Црна Гора.

### Законитост имена Брда и разлози нестанка
Употреба двојног назива (Црна Гора и Брда) коришћена је по Стеги црногорској и брдској из 1796. године и Законику општем црногорском и брдском из 1798. године, који су акти донијети у вријеме владике Петра I Петровића-Његоша, а такође и по Законику црногорском и брдском из 1855. године, донијетим у вријеме књаза Данила I Петровића-Његоша. Двојни назив је био чест у домаћој употреби, док је у међународним односима био уобичајен назив „Црна Гора“ због руског утицаја и њиховог претпостављања чињенице да са Старом Црном Гором имају дипломатске односе од времена Петра Првог Романова тј. 1711. г. кад је и послана прва дипломатска мисије на Цетиње и она је званично признала као независну државу. У Административно-територијалном смислу назив „Брда“ тј. Брдска нахија напуштен је у Црној Гори 1866. Послије значајног проширења саме слободне територије ослобођењем још једног великог дијела Брђана односно Васојевића али и дијела околних племенских области Херцеговине, тј. Жупе никшићке, дијела Дробњака и Ускока по завршеном њиховом устанку и њиме изазваном другим Омер пашиним нападом 1862. г.

#### Коначни нестанак територијално-политичког имена Брда
Књаз Никола је престао у унутрашњој комуникацији користи двојни назив тек од 1869. године. Од 1878. године, поново је у администрацији уведена јединствена Брдска нахија али само за територију племена Бјелопавлића и Пипера. Ипак се у говору и даље користио термин Брда, па тако Лазар Томановић 1885. године пише да су прошле године (1884) из Брда пренесене мошти Светог Арсенија у манастир Косијерево.  Године 1910. ова нахија је преименована у Брдску област.

## Морача са Ровцима и Колашином
Морача са Ровцима и Колашином обухватала је старосједилачка свештеничка братства у Доњој Морачи, која се нису удруживала у племена, и досељенике добијене после пада српског царства, углавном у другој половини XV вијека, када је и Босна и Херцеговина изгубила самосталност, а Зета остала једино уточиште слободног српства. Она су: Бјелопавлићи, Пипери, Ровца, Горња Морача, Васојевићи, Братоножићи и Кучи.